# Melastomastrum schlechteri
Melastomastrum schlechteri är en tvåhjärtbladig växtart som beskrevs av Abílio Fernandes och Rosette Mercedes Saraiva Batarda Fernandes. Melastomastrum schlechteri ingår i släktet Melastomastrum och familjen Melastomataceae. Inga underarter finns listade i Catalogue of Life.